# Haloragis aculeolata
Haloragis aculeolata är en slingeväxtart som beskrevs av George Bentham. Haloragis aculeolata ingår i släktet Haloragis och familjen slingeväxter. Inga underarter finns listade i Catalogue of Life.